# آيت هوم (آيت الحسن)
آيت هوم هو دُوَّار يقع بجماعة تسكدلت، إقليم شتوكة آيت باها، جهة سوس ماسة في المملكة المغربية. ينتمي الدوّار لمشيخة آيت الحسن التي تضم 12 دوار. يقدر عدد سكانه بـ 24 نسمة حسب الإحصاء الرسمي للسكان والسكنى لسنة 2004.

## وصلات خارجية
- البوابة الوطنية للجماعات الترابية
- المندوبية السامية للتخطيط